# Йордановский, Люпчо
Люпчо Йордановский (макед. Љупчо Јордановски; 13 февраля 1953 года, Штип, Народная Республика Македония, Югославия — 7 октября 2010 года, Скопье, Македония) — македонский сейсмолог, политик, бывший председатель Собрания Республики Македонии.

## Образование и академическая карьера
Люпчо Йордановский окончил в 1975 году электротехнический факультет Загребского университета. В 1985 году получил докторскую степень в Университете Южной Калифорнии в Лос-Анджелесе. С 1987 по 1992 год был доцентом, затем до 2003 года профессором в Университете Св. Кирилла и Мефодия в Скопье.

## Политическая карьера
- С 1991 по 1995 год — член Президиума СДСМ.
- С 1995 по 1999 год — член Центрального комитета СДСМ.
- С 1999 по 2003 год — член Президиума СДСМ и Международного комитета СДСМ.
- В 2002 году избран в Собрание Республики Македонии и стал председателем Комитета по вопросам выборов и назначений.
- С ноября 2003 по август 2006 года был председателем Собрания Республики Македония.

26 февраля 2004 года в авиакатастрофе погиб президент Македонии Борис Трайковский, и Люпчо Йордановский исполнял обязанности главы государства до избрания нового президента.
С июля по декабрь 2006 года был послом Республики Македонии в США.
21 октября 2007 создал Партию свободной демократии и стал её председателем.

## Семья
Люпчо Йордановский был женат, имел троих детей.